# American Quality Coach

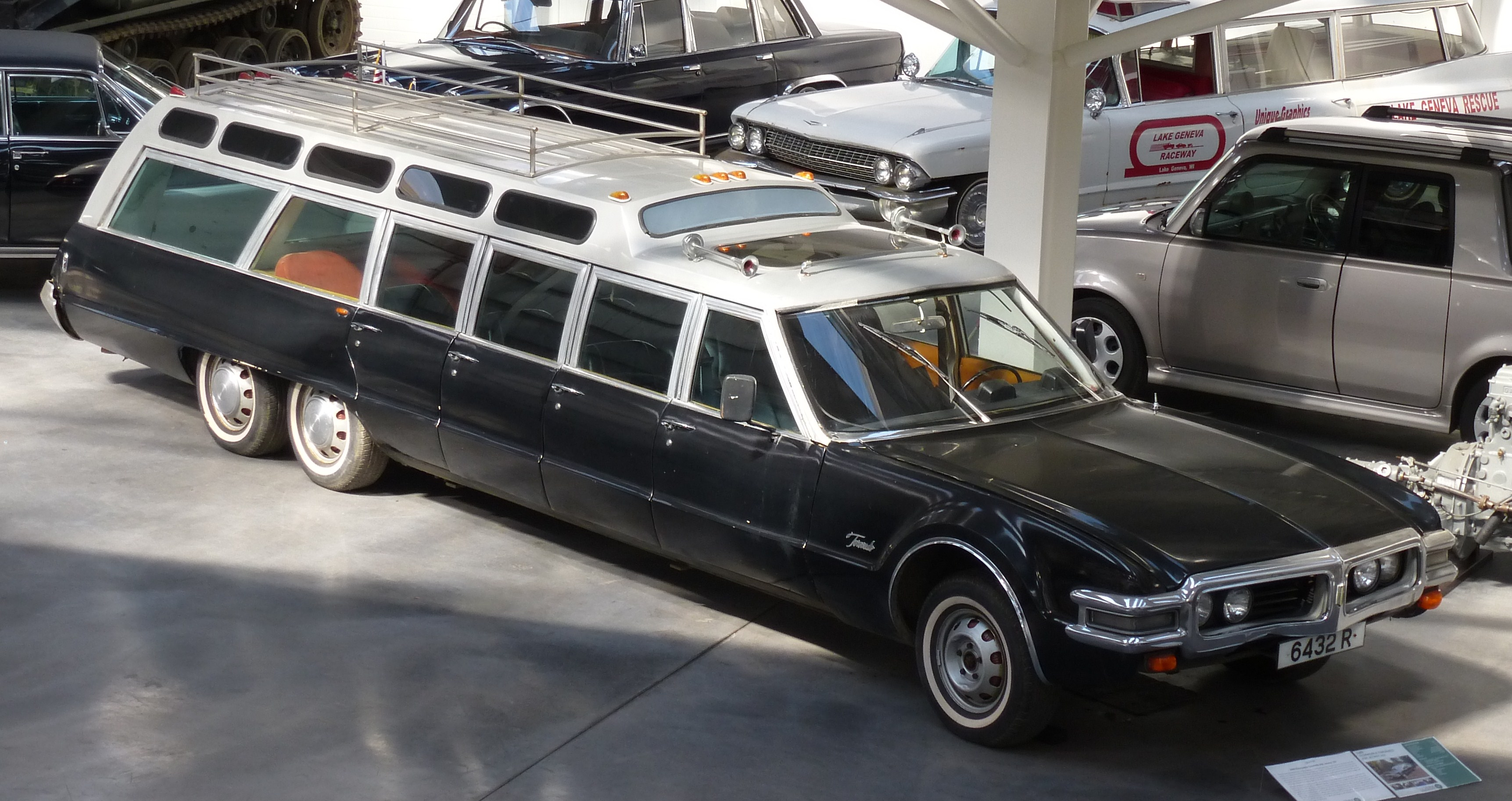
Oldsmobile Toronado AQC Jetway von 1968

American Quality Coach Company war ein US-amerikanisches Automobilbauunternehmen aus Blytheville in Arkansas.

## Unternehmensgeschichte
Das Unternehmen wurde 1967 durch Waldo J. Cotner und Robert Bevington gegründet. Nachdem deren Unternehmen Cotner-Bevington 1964 von DIVCO-Wayne erworben und als Tochter von Miller-Meteor eingegliedert wurde, gab es Differenzen bezüglich der Unternehmensausrichtung und der angebotenen Modelle. So verkauften die beiden schließlich ihre Anteile an Cotner-Bevington 1968 an DIVCO-Wayne.
Das mit dem Verkaufserlös neugegründete Unternehmen nahm im bisherigen Automobilwerk von Cotner-Bevington in Blytheville (Arkansas) die Produktion auf. Auf der Basis des Oldsmobile Toronado entstand ab 1968 die dreiachsige Flughafenlimousine AQC Jetway 707. Daneben war auch der Bau von kleineren VIP-Limousinen, Leichenwagen, Krankenwagen oder kombinierten Fahrzeugen geplant. Die Entwicklung und der Bau des AQC Jetway 707 verschlang das gesamte Kapital des Unternehmens. Die geplanten Verkaufszahlen wurden nie erreicht. So musste bereits 1969 der Konkurs angemeldet werden. 1970 wurde die Produktion schließlich beendet und das Werk geschlossen. Wie hoch die Anzahl der hergestellten Fahrzeuge ist, ist nicht bekannt. Die Anzahl schwankt zwischen 52 und 150.